# Френк Розенблат
Френк Розенблат (англ. Frank Rosenblatt; * 11 липня 1928 — † 1971) — відомий американський учений у галузі психології, нейрофізіології і штучного інтелекту.
Народився в Нью-Йорку, в сім'ї євреїв-емігрантів з м.Лабунь Хмельницької області, соціолога економіста Френка Фердинанда Розенблата 1882-1928 та соц.робітника Кетрін Розенблат. Закінчив Принстонський університет. В 1958—1960 роках в Корнельському університеті створив обчислювальну систему «Марк-1» (на фотографії поруч із ним). Це був перший нейрокомп’ютер, здатний навчатися в найпростіших задачах, він був побудований на персептроні, нейронній мережі, яку Розенблат розробив трьома роками раніше.
Персептрон Розенблата був спочатку програмно змодельований на комп'ютері IBM 704 в Корнельській лабораторії аеронавтики в 1957. Вивчаючи нейронні мережі типу персептрона, Розенблат сподівався «зрозуміти фундаментальні закони організації, загальні для всіх систем обробки інформації, включаючи як машини, так і людський розум.»
Розенблат був дуже яскравою особистістю серед викладачів Корнельського університету на початку 1960-х. Гарний холостяк, він майстерно водив класичний спортивний автомобіль MGA і часто прогулювався зі своїм котом Тоберморі. Він із задоволенням проводив час зі студентами. Протягом декількох років він читав курс лекцій для студентів молодших курсів, що називався «Теорія механізмів мозку» і був націлений на студентів як інженерних, так і гуманітарних факультетів Корнельського університету.
Цей курс був неймовірною сумішю ідей із величезної кількості галузей знань: результати, отримані під час операцій на мозку епілептичних хворих, що перебувають у свідомості; експерименти з вивчення активності індивідуальних нейронів зорової кори мозку кішок; роботи з вивчення порушень протікання психічних процесів у результаті травм окремих областей головного мозку, принципи роботи різних аналогових і цифрових електронних пристроїв, що моделюють деталі поведінки нейронних систем (як приклад, сам персептрон) тощо.
У своєму курсі Розенблат робив захоплюючі міркування про поведінку мозку, що базуються на тім, що було відомо про мозок на той момент, задовго до того, як методи комп'ютерної томографії і позитронно-емісійної томографії стали доступні для дослідження мозку. Наприклад, Розенблат навів обчислення, яке показує, що число нейронних зв'язків у людському мозку (більш точно, в корі головного мозку) достатнє для того, щоб зберегти повні «фотографічні» образи від органів сприйняття зі швидкістю 16 кадрів у секунду для часу біля двохсот років.
В 1962 на основі матеріалів курсу Розенблат опублікував книгу «Принципи нейродинаміки: Персептрони й теорія механізмів мозку», яку надалі використовував як підручник для свого курсу.
В 2004 IEEE установила нагороду імені Франка Розенблата, яку присуджують за «видатні внески в просування проектів, практику, методи або теорію, які використовують біологічні й лінгвістичні обчислювальні парадигми включаючи, але не обмежуючи нейронними мережами, коннективістськими системами, еволюційними обчисленнями, нечіткими системами, і гібридними інтелектуальними системами, у яких містяться ці парадигми.» 

## Критика персептронів у 70-х рр
Однак в 1969 г. колишній однокурсник Розенблата Марвін Мінскі і Сеймур Паперт опублікували книгу «Персептрони», у якій навели строгий математичний доказ того, що персептрон не здатен до навчання в більшості цікавих для застосування випадків.
У результаті прийняття ідей і висновків книги М. Мінського й С. Паперта роботи з нейронних мереж були згорнуті в багатьох наукових центрах, а фінансування істотно урізане. Тому що Розенблат загинув у результаті трагічної випадковості під час плавання на яхті в день свого народження, то він не зміг аргументовано відповісти на критику й дослідження нейронних мереж призупинилися практично на десятиліття.